# Arabic Supplement
Arabic Supplement è un blocco Unicode. È costituito dai 48 caratteri compresi nell'intervallo U+0750-U+077F.
Introdotto nella versione 4.1 di Unicode, comprende le lettere dell'alfabeto arabo delle lingue parlate in Nordafrica e in Africa orientale tra cui la lingua fula, lo hausa e il wolof. Nella versione 5.1 sono stati aggiunti caratteri per le lingue del Pakistan come la lingua khowar e il burushaski.

## Tabella compatta di caratteri

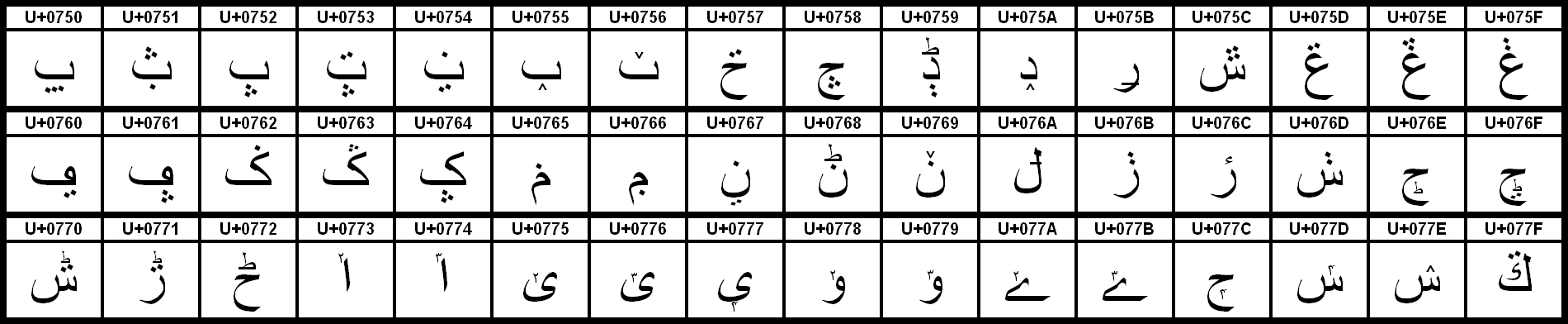
Arabic Supplement

|     | 0 | 1 | 2 | 3 | 4 | 5 | 6 | 7 | 8 | 9 | A | B | C | D | E | F |
| --- | - | - | - | - | - | - | - | - | - | - | - | - | - | - | - | - |
| 075 | ݐ | ݑ | ݒ | ݓ | ݔ | ݕ | ݖ | ݗ | ݘ | ݙ | ݚ | ݛ | ݜ | ݝ | ݞ | ݟ |
| 076 | ݠ | ݡ | ݢ | ݣ | ݤ | ݥ | ݦ | ݧ | ݨ | ݩ | ݪ | ݫ | ݬ | ݭ | ݮ | ݯ |
| 077 | ݰ | ݱ | ݲ | ݳ | ݴ | ݵ | ݶ | ݷ | ݸ | ݹ | ݺ | ݻ | ݼ | ݽ | ݾ | ݿ |